# Дорио
Дорио (итал. Dorio) је насеље у Италији у округу Леко, региону Ломбардија.
Према процени из 2011. у насељу је живело 323 становника. Насеље се налази на надморској висини од 253 м.

## Становништво
| 1936. | 1951. | 1961. | 1971. | 1981. | 1991. | 2001. | 2011. |
| ----- | ----- | ----- | ----- | ----- | ----- | ----- | ----- |
| 426   | 491   | 487   | 427   | 386   | 349   | 346   | 337   |